# Nazionale maschile di pallanuoto della Cecoslovacchia
La nazionale di pallanuoto maschile della Cecoslovacchia è stata la rappresentativa pallanuotistica della Cecoslovacchia in campo maschile nelle competizioni internazionali fino al 1992, quando la Cecoslovacchia si divise in Repubblica Ceca e Slovacchia.

## Storia
Nazionale di seconda fascia, ha partecipato a cinque Olimpiadi e sette Europei, senza mai però, raggiungere posizioni e risultati di prestigio.

## Risultati
Olimpiadi
- 1920 Ottavi di finale
- 1924 Semifinali
- 1928 Ottavi di finale
- 1936 9º
- 1992 12º

Europei
- 1927 7º
- 1931 7º
- 1934 8º
- 1947 9º
- 1966 14º
- 1974  Oro (Europeo B)
- 1977 3º (Europeo B)
- 1987 7º (Europeo B)
- 1989 7º
- 1991 10º

## Formazioni

### Olimpiadi
Giochi olimpici - Anversa 1920Franěk · Novotný · Lancinger · Stibor · Sedláček · Girl · Černík · Hora, CT: -
Giochi olimpici - Parigi 1924Ankrt · Franěk · Hora · Klempfner · Kůrka · Neményi · Reitman · Tomášek · Vacín · Černík · J. Hummelhans, CT: František Černík
Giochi olimpici - Amsterdam 1928Bušek · Epstein · Getreuer · Schmuck · Schulz · Steiner · Švehla · Klempfner · J. Kroc · Novotný · Tomášek, CT: -
Giochi olimpici - Berlino 1936Boubela · Bušek · Epstein · Koutek · Medřický · Schmuck · Vondřejc · Kroc · Mikšovský · Schmuck · Tomášek, CT: -
Giochi olimpici - Barcellona 19921 Kmeťo, 2 Vidumanský, 3 Bundschuh, 4 Lukáč, 5 Poláčik, 6 Borsig, 7 Horňák, 8 Balúch, 9 Dindžík, 10 Bačík, 11 Veszelits, 12 Jančich, 13 Iždinský, CT: Rudolf Štofan